# Hailuoto
Hailuoto (tiếng Thụy Điển: Karlö) là một đô thị và hòn đảo nằm trên Vịnh Bothnia gần thành phố Oulu, Phần Lan. Hailuoto có dân số dưới 1.000 người, khiến nó trở thành đô thị nhỏ nhất ở Bắc Ostrobothnia. Kết nối giữa Hailuoto và đất liền Phần Lan chủ yếu bằng phà, nhưng vào mùa đông cũng có một con đường băng băng qua biển đóng băng. Hailuoto đặc biệt được biết đến với ngọn hải đăng ở cuối phía tây của hòn đảo, ở Marjaniemi, cũng được kết nối với khách sạn Luótihotelli Arctic Lighthouse. Ngoài ra, một vùng đất ngập nước giữa Hanhinen và Luoto nổi tiếng là nơi trú ẩn của các loài chim quan trọng, nơi các loài chim quý hiếm được quan sát.